# 一腳定江山
《一腳定江山》，2001年由任泉，李冰冰，李宗翰，謝可可拍摄的电视剧。
李宗翰以饰演此片的“张俊”而为观众熟知。

## 剧情
講主角們用蹴鞠拯救國家的故事。

## 演员

### 主要演員
| 演員   | 角色   | 配音   |
| 任 泉  | 柳復生 | 張 欣  |
| 李冰冰 | 範月娥 | 馮駿驊 |
| 姜 武  | 高 俅  | 原 聲  |
| 李宗翰 | 張 俊  | 沈 磊  |
| 王嘉悅 | 黃寶珠 | 江 元  |
| 謝可可 | 李師師 | 範楚絨 |
| 魏宗萬 | 范老兒 | 沈曉謙 |
| 唐 群  | 雲 姐  | 原 聲  |
| 王東方 | 肥 施  | 原 聲  |

### 其他演員
| 演員   | 角色       | 配音   |
| 毛永明 | 黃金福     | 原 聲  |
| 吳爾樸 | 柳三復     | 原 聲  |
| 楊 濤  | 阮芳芳     | 王 蘇  |
| 謝沅江 | 宋徽宗     | 周野芒 |
| 劉長純 | 蘇東坡     | 原 聲  |
| 曹 駿  | 岳 飛      | 黃笑嬿 |
| 楊德根 | 上官雲     | 原 聲  |
| 聞 洋  | 林 沖      | 原 聲  |
| 陳偉國 | 豐岳樓老闆 | 李傳纓 |
| 李國樑 | 史問天     | 原 聲  |
| 曾 昂  | 楚非凡     | 原 聲  |
| 嚴 峰  | 張 魁      | 原 聲  |
| 車榮吾 | 劉太尉     | 李丹青 |